# Lista monumentelor ocrotite de stat din raionul Fălești
Lista monumentelor din raionul Fălești cuprinde monumentele patrimoniului cultural din raionul Fălești înscrise în Registrul monumentelor Republicii Moldova ocrotite de stat.
Registrul monumentelor Republicii Moldova ocrotite de stat a fost aprobat prin Hotărârea Parlamentului nr. 1531-XII împreună cu Legea nr. 1530-XII privind ocrotirea monumentelor RM din 22 iunie 1993. În Monitorul Oficial nr. 1 din 1994 a fost publicată doar Legea, fără a include însă și Registrul, care a fost publicat mult mai târziu, la 2 februarie 2010. A nu se confunda cu Registrul arheologic național sau cel al monumentelor de for public, care sunt liste diferite ce vizează doar anumite compartimente ale patrimoniului cultural, întocmite în baza unor legi separate.
Lista completă este menținută și actualizată periodic de către Ministerul Culturii din Republica Moldova, dar înainte ca modificările să intre în vigoare acestea trebuie să fie aprobate de către Parlament. Această listă este menită să cuprindă și actualizările ulterioare.
| Nr.  | Localizare                                                                               | Denumire                                                                                        | Datare          | Tip   | Însemnătate | Imagine                 | Erori             |
| ---- | ---------------------------------------------------------------------------------------- | ----------------------------------------------------------------------------------------------- | --------------- | ----- | ----------- | ----------------------- | ----------------- |
| 1044 | Fălești 47°34′27″N 27°42′38″E / 47.574194177441°N 27.710476790663°E                      | Biserica                                                                                        | sec. XIX        | At    | L           | galerie \| Încarcă foto | Raportează eroare |
| 1045 | Fălești 47°34′53″N 27°42′21″E / 47.581512773379°N 27.705939864491°E                      | Complexul gloriei militare (1941-1945)                                                          | 1969            | Is Ar | N           | galerie \| Încarcă foto | Raportează eroare |
| 1047 | Fălești                                                                                  | Monument comemorativ de război (1941-1945)                                                      | 1982            | Is    | L           | Încarcă foto            | Raportează eroare |
| 1048 | Fălești 47°34′41″N 27°42′33″E / 47.57816685835°N 27.709239702367°E                       | Monument la mormântul comun cca 400 ostași căzuți în 1944                                       |                 | Is    | L           | galerie \| Încarcă foto | Raportează eroare |
| 1050 | Fălești 47°34′53″N 27°42′21″E / 47.581517032682°N 27.70574241946°E                       | Mormânt comun al 1789 ostași                                                                    | 1944            | Is    | N           | Încarcă foto            | Raportează eroare |
| 1051 | Fălești 47°34′54″N 27°42′22″E / 47.581720261692°N 27.705993663746°E                      | Monument în memoria a 2075 pământeni căzuți în război (1941-1945)                               | 1969            | Is    | L           | Încarcă foto            | Raportează eroare |
| 1052 | Fălești                                                                                  | Mormântul ostașului                                                                             | 1944            | Is    | L           | Încarcă foto            | Raportează eroare |
| 1053 | Fălești 47°34′46″N 27°42′46″E / 47.57948975461°N 27.712773035866°E                       | Monument comun al cca 400 ostași. La cimitir                                                    | 1944            | Is    | L           | galerie \| Încarcă foto | Raportează eroare |
| 1054 | Fălești str. Ștefan cel Mare 47°34′30″N 27°42′28″E / 47.575050046883°N 27.707649968392°E | Pavaj de granit                                                                                 | înc. sec. XX    | At    | L           | galerie \| Încarcă foto | Raportează eroare |
| 1055 | Fălești 47°34′20″N 27°42′50″E / 47.57228648922°N 27.714002501844°E                       | Școală primară                                                                                  | 1890            | At    | N           | galerie \| Încarcă foto | Raportează eroare |
| 1056 | Fălești 47°34′40″N 27°42′36″E / 47.577783204596°N 27.709871633075°E                      | Școală                                                                                          | anii 1930       | At    | N           | galerie \| Încarcă foto | Raportează eroare |
| 1064 | Albinețul Vechi 47°33′24″N 27°38′05″E / 47.556796222291°N 27.634615695525°E              | Monument în memoria a 109 ostași consăteni căzuți în 1941-1945                                  | 1976            | Is    | L           | galerie \| Încarcă foto | Raportează eroare |
| 1066 | Beleuți                                                                                  | Mormântul ostașului căzut în război                                                             | 1941            | Is    | L           | Încarcă foto            | Raportează eroare |
| 1068 | Bocani                                                                                   | Mormântul ostașului căzut în război                                                             | 1944            | Is    | L           | Încarcă foto            | Raportează eroare |
| 1079 | Burghelea                                                                                | Biserica de lemn „Sf. Ioan Botezătorul”                                                         | 1830            | At    | N           | Încarcă foto            | Raportează eroare |
| 1080 | Burghelea 47°32′27″N 27°51′51″E / 47.540938896681°N 27.864127187513°E                    | Mormânt comun al 2 ostași                                                                       | 1944            | Is    | L           | galerie \| Încarcă foto | Raportează eroare |
| 1083 | Catranîc 47°35′36″N 27°48′05″E / 47.593358038742°N 27.801408385741°E                     | Biserica „Sf. Gheorghe”                                                                         | 1884            | At    | L           | galerie \| Încarcă foto | Raportează eroare |
| 1084 | Catranîc 47°35′41″N 27°48′02″E / 47.594658485331°N 27.800616884322°E                     | Monument în memoria consătenilor căzuți în 1941-1945                                            | 1967            | Is    | L           | galerie \| Încarcă foto | Raportează eroare |
| 1089 | Călinești 47°33′51″N 27°29′09″E / 47.56406480733°N 27.485726993302°E                     | Biserica „Sf. Nicolae”                                                                          | 1885            | At    | L           | Încarcă foto            | Raportează eroare |
| 1090 | Călinești 47°33′52″N 27°29′04″E / 47.564496222101°N 27.484503051161°E                    | Monument în memoria a 141 ostași consăteni căzuți în 1941-1945                                  | 1975            | Is    | L           | Încarcă foto            | Raportează eroare |
| 1091 | Călugăr                                                                                  | Monument în memoria a 51 ostași consăteni căzuți în 1941-1945                                   | 1970            | Is    | L           | Încarcă foto            | Raportează eroare |
| 1097 | Ciolacu Nou                                                                              | Mormânt comun al 3 ostași                                                                       | 1944            | Is    | L           | Încarcă foto            | Raportează eroare |
| 1100 | Ciolacu Vechi                                                                            | Monument în memoria a 30 ostași consăteni căzuți în 1941-1945                                   | 1969            | Is    | L           | Încarcă foto            | Raportează eroare |
| 1106 | Drujineni 47°31′35″N 27°32′07″E / 47.526336836637°N 27.535337028766°E                    | Biserica „Toți Sfinții”                                                                         | 1831            | At    | N           | galerie \| Încarcă foto | Raportează eroare |
| 1110 | Egorovca                                                                                 | Monument în memoria a 26 ostași consăteni căzuți în 1941-1945                                   | 1975            | Is    | L           | Încarcă foto            | Raportează eroare |
| 1111 | Ilenuța 47°38′12″N 27°42′36″E / 47.636582875374°N 27.709945517762°E                      | Biserica „Sf. Dumitru”                                                                          | sec. XIX        | At    | L           | Încarcă foto            | Raportează eroare |
| 1112 | Făgădău 47°26′41″N 27°48′15″E / 47.444649281555°N 27.804245077492°E                      | Monument în memoria a 15 ostași consăteni căzuți în 1941-1945                                   | 1974            | Is    | L           | Încarcă foto            | Raportează eroare |
| 1114 | Făleștii Noi                                                                             | Monument în memoria consătenilor căzuți în 1941-1945                                            | 1970            | Is    | L           | Încarcă foto            | Raportează eroare |
| 1116 | Glinjeni 47°35′52″N 27°53′05″E / 47.59771066449°N 27.884844892624°E                      | Biserica „Adormirea Maicii Domnului”                                                            | sf. sec. XVIII  | At    | N           | galerie \| Încarcă foto | Raportează eroare |
| 1117 | Glinjeni 47°35′47″N 27°53′19″E / 47.596294143532°N 27.888498562066°E                     | Monument în memoria ostașilor consăteni căzuți în 1941-1945                                     | 1990            | Is    | L           | galerie \| Încarcă foto | Raportează eroare |
| 1121 | Hiliuți                                                                                  | Biserica „Adormirea Maicii Domnului”                                                            | 1830            | At    | L           | Încarcă foto            | Raportează eroare |
| 1122 | Hiliuți 47°40′16″N 27°45′27″E / 47.670985871301°N 27.757484785196°E                      | Monument în memoria a 29 ostași consăteni căzuți în 1941-1945                                   |                 | Is    | L           | Încarcă foto            | Raportează eroare |
| 1124 | Hitrești                                                                                 | Monument lui G. G. Leadov și în memoria a 21 consăteni căzuți în 1941-1945                      | 1985            | Is    | L           | Încarcă foto            | Raportează eroare |
| 1127 | Horești                                                                                  | Biserica „Sf. Mihail” (depozitată pentru Muzeul Satului)                                        | sec. XVIII      | At    | N           | Încarcă foto            | Raportează eroare |
| 1134 | Ișcălău                                                                                  | Monument în memoria a 13 consăteni căzuți în 1941-1945                                          | 1987            | Is    | L           | Încarcă foto            | Raportează eroare |
| 1135 | Ișcălău 47°34′17″N 27°49′20″E / 47.571478219987°N 27.822206531291°E                      | Monument în memoria consătenilor căzuți în 1941-1945                                            | 1983            | Is    | L           | galerie \| Încarcă foto | Raportează eroare |
| 1136 | Ișcălău                                                                                  | Mormântul ostașului căzut în război                                                             | 1944            | Is    | L           | Încarcă foto            | Raportează eroare |
| 1149 | Izvoare 47°26′51″N 27°39′09″E / 47.447386573347°N 27.652411640568°E                      | Biserica „Sf. Dumitru”                                                                          | 1909            | At    | L           | Încarcă foto            | Raportează eroare |
| 1151 | Logofteni                                                                                | Monument în memoria a 44 consăteni căzuți în 1941-1945                                          | 1970            | Is    | L           | Încarcă foto            | Raportează eroare |
| 1152 | Logofteni                                                                                | Mormântul ostașului căzut în război. La cimitir                                                 | 1941            | Is    | L           | Încarcă foto            | Raportează eroare |
| 1155 | Măgura                                                                                   | Monument în memoria a 30 ostași consăteni căzuți în 1941-1945                                   | 1969            | Is    | L           | Încarcă foto            | Raportează eroare |
| 1158 | Mărăndeni 47°40′02″N 27°49′49″E / 47.667277660719°N 27.830188777952°E                    | Biserica „Sf. Nicolae”                                                                          | 1879            | At    | L           | galerie \| Încarcă foto | Raportează eroare |
| 1159 | Mărăndeni 47°40′00″N 27°49′43″E / 47.666747549902°N 27.828529908437°E                    | Monument în memoria a 63 ostași consăteni căzuți în 1941-1945                                   | 1970            | Is    | L           | Încarcă foto            | Raportează eroare |
| 1165 | Natalievca                                                                               | Monument în memoria a 85 ostași consăteni căzuți în 1941-1945                                   | 1967            | Is    | L           | Încarcă foto            | Raportează eroare |
| 1166 | Natalievca                                                                               | Morminte ale 7 ostași căzuți în război                                                          | 1944            | Is    | L           | Încarcă foto            | Raportează eroare |
| 1167 | Natalievca                                                                               | Mormântul ostașului căzut în război                                                             | 1941            | Is    | L           | Încarcă foto            | Raportează eroare |
| 1176 | Năvîrneț 47°35′24″N 27°34′10″E / 47.589968596353°N 27.569337419737°E                     | Biserica „Sf. Nicolae” cu clopotnița                                                            | 1812, anii 1930 | At    | N           | Încarcă foto            | Raportează eroare |
| 1178 | Obreja Nouă cimitirul vechi                                                              | Mormântul ostașului căzut în război. La cimitirul vechi                                         | 1941            | Is    | L           | Încarcă foto            | Raportează eroare |
| 1179 | Obreja Nouă centru                                                                       | Mormântul ostașului căzut în război. În centru                                                  | 1944            | Is    | L           | Încarcă foto            | Raportează eroare |
| 1180 | Obreja Nouă cimitir                                                                      | Mormântul ostașului căzut în război. La cimitir                                                 | 1944            | Is    | L           | Încarcă foto            | Raportează eroare |
| 1185 | Obreja Veche 47°40′34″N 27°39′20″E / 47.676249958737°N 27.655596483995°E                 | Biserica „Sf. Împărați Constantin și Elena”                                                     | 1864            | At    | L           | Încarcă foto            | Raportează eroare |
| 1187 | Obreja Veche                                                                             | Monument în memoria a 103 ostași consăteni căzuți în 1941-1945                                  | 1965            | Is    | L           | Încarcă foto            | Raportează eroare |
| 1191 | Pietrosu 47°29′59″N 27°55′11″E / 47.49985872491°N 27.919736598576°E                      | Biserica „Sf. Nicolae”                                                                          | 1867            | At    | L           | Încarcă foto            | Raportează eroare |
| 1192 | Pietrosu                                                                                 | Monument în memoria a 73 ostași consăteni căzuți în 1941-1945                                   | 1962            | Is    | L           | Încarcă foto            | Raportează eroare |
| 1193 | Pietrosu                                                                                 | Mormântul comun al 2 ostași                                                                     | 1944            | Is    | L           | Încarcă foto            | Raportează eroare |
| 1194 | Pietrosu                                                                                 | Mormântul comun al 4 ostași                                                                     | 1944            | Is    | L           | Încarcă foto            | Raportează eroare |
| 1196 | Pînzăreni                                                                                | Monument în memoria ostașilor consăteni căzuți în 1941-1945                                     |                 | Is    | L           | Încarcă foto            | Raportează eroare |
| 1198 | Pîrlița                                                                                  | Biserica „Sf. Arhanghel Mihail”                                                                 | 1881            | At    | L           | Încarcă foto            | Raportează eroare |
| 1199 | Pîrlița                                                                                  | Monument în memoria a 50 ostași consăteni căzuți în 1941-1945                                   | 1956            | Is    | L           | Încarcă foto            | Raportează eroare |
| 1202 | Pompa                                                                                    | Mormântul ostașului căzut în război                                                             | 1941            | Is    | L           | Încarcă foto            | Raportează eroare |
| 1203 | Pompa 47°39′04″N 27°56′50″E / 47.651208661262°N 27.947115608252°E                        | Monument în memoria a 39 ostași consăteni căzuți în 1941-1945                                   | 1973            | Is    | L           | Încarcă foto            | Raportează eroare |
| 1206 | Popovca 47°42′26″N 27°52′09″E / 47.70733651648°N 27.869297748583°E                       | Biserica de lemn „Sf. Nicolae”                                                                  | 1917            | At    | N           | galerie \| Încarcă foto | Raportează eroare |
| 1207 | Popovca                                                                                  | Monument în memoria ostașilor consăteni căzuți în 1941-1945                                     | 1987            | Is    | L           | Încarcă foto            | Raportează eroare |
| 1208 | Popovca                                                                                  | Mormântul ostașului căzut în război. La cimitir                                                 | 1944            | Is    | L           | Încarcă foto            | Raportează eroare |
| 1210 | Pruteni                                                                                  | Monument în memoria a 41 ostași consăteni căzuți în 1941-1945                                   | 1967            | Is    | L           | Încarcă foto            | Raportează eroare |
| 1214 | Răuțel 47°42′46″N 27°48′50″E / 47.712676693031°N 27.813964387371°E                       | Biserica „Adormirea Maicii Domnului”                                                            | sec. XIX        | At    | L           | galerie \| Încarcă foto | Raportează eroare |
| 1215 | Răuțel 47°42′46″N 27°48′53″E / 47.712724331751°N 27.814761890286°E                       | Monument la mormântul a 94 ostași căzuți în 1944 și în memoria consătenilor căzuți în 1941-1945 | 1969            | Is    | L           | galerie \| Încarcă foto | Raportează eroare |
| 1218 | Risipeni                                                                                 | Monument la mormântul a 93 ostași căzuți în 1944                                                | 1980            | Is    | L           | Încarcă foto            | Raportează eroare |
| 1219 | Sărata Nouă                                                                              | Monument în memoria a 29 ostași consăteni căzuți în 1941-1945                                   | 1981            | Is    | L           | Încarcă foto            | Raportează eroare |
| 1222 | Sărata Veche 47°30′26″N 27°43′56″E / 47.507336818348°N 27.732327433521°E                 | Biserica „Sf. Arhanghel Mihail”                                                                 | 1899            | At    | L           | Încarcă foto            | Raportează eroare |
| 1224 | Scumpia 47°28′06″N 27°44′03″E / 47.468209586084°N 27.734149143255°E                      | Biserica „Sf. Arhanghel Mihail”                                                                 | 1774            | At    | N           | galerie \| Încarcă foto | Raportează eroare |
| 1225 | Scumpia                                                                                  | Monument în memoria a 63 ostași consăteni căzuți în 1941-1945                                   | 1982            | Is    | L           | Încarcă foto            | Raportează eroare |
| 1227 | Socii Noi                                                                                | Monument în memoria a 31 ostași consăteni căzuți în 1941-1945                                   | 1967            | Is    | L           | Încarcă foto            | Raportează eroare |
| 1229 | Suvorovca 47°38′21″N 27°53′24″E / 47.639098472381°N 27.890107730833°E                    | Monument la mormântul a 2 ostași căzuți în 1941                                                 | 1975            | Is    | L           | Încarcă foto            | Raportează eroare |
| 1231 | Taxobeni 47°23′38″N 27°35′22″E / 47.393891277173°N 27.589345181416°E                     | Biserica „Sf. Nicolae”                                                                          | sec. XIX        | At    | L           | galerie \| Încarcă foto | Raportează eroare |
| 1232 | Taxobeni 47°23′10″N 27°35′00″E / 47.386159377057°N 27.583366548031°E                     | Monument la mormântul comun al cca 900 ostași căzuți în 1944                                    | 1985            | Is    | L           | galerie \| Încarcă foto | Raportează eroare |
| 1235 | Valea Rusului 47°28′08″N 27°34′37″E / 47.469006608159°N 27.57688198402°E                 | Biserica „Adormirea Maicii Domnului”                                                            | 1912            | At    | L           | galerie \| Încarcă foto | Raportează eroare |
| 1236 | Valea Rusului                                                                            | Monument la mormântul a 3 ostași și în memoria consătenilor căzuți în 1944                      | 1986            | Is    | L           | Încarcă foto            | Raportează eroare |